# Asunción Nochixtlán
Asunción Nochixtlán är en kommunhuvudort i Mexiko.   Den ligger i kommunen Asunción Nochixtlán och delstaten Oaxaca, i den sydöstra delen av landet, 300 km sydost om huvudstaden Mexico City. Asunción Nochixtlán ligger 2 080 meter över havet och antalet invånare är 10 012.
Terrängen runt Asunción Nochixtlán är kuperad österut, men västerut är den platt. Runt Asunción Nochixtlán är det glesbefolkat, med 20 invånare per kvadratkilometer. Asunción Nochixtlán är det största samhället i trakten. Trakten runt Asunción Nochixtlán består i huvudsak av gräsmarker.